# The Korea Times
The Korea Times (tức Hàn Quốc Thời báo) là tờ báo lâu đời nhất trong số ba nhật báo tiếng Anh xuất bản tại Hàn Quốc; hai tờ kia là The Korea Herald và The JoongAng Daily. Tờ báo là một phần của tập đoàn báo chí cùng tên với Hankook Ilbo, một nhật báo lớn tiếng Hàn. Tập đoàn cũng xuất bản Sports Hankook và Seoul Economic Daily.
Từ khi được thành lập vào ngày 1 tháng 11 năm 1950, The Korea Times tự coi mình như một cửa ngõ vào Hàn Quốc cho các du khách nói tiếng Anh cùng ngoại giao đoàn các nước. Lĩnh vực của tờ báo bao gồm các đề tài như chính trị, xã hội, thương mại, tài chính, văn hóa và thể thao. Trong những năm gần đây, The Korea Times cũng đã cho xuất bản tuần san "Foreign Community" (cộng đồng ngoại kiều), cũng như ấn bản cuối tuần vào thứ sáu. Nội dung tờ báo cũng xuất bản các bài mua lại bản quyền từ Los Angeles Times World Report và The New York Times của Hoa Kỳ.
Từ tháng 5 năm 2006, "The Korea Times" chuyển từ hệ thống phiên âm McCune-Reischauer sang hệ thống phiên âm chính thức được công nhận là Romaja quốc ngữ cho các địa danh Triều Tiên. Việc chuyển đổi này giúp cho độc giả tránh nhầm lẫn vì sự khác biệt giữa hai hệ thống.
Park Moo-jong  là giám đốc và chủ báo của The Korea Times.